# Zulia Fútbol Club
Maillots
Le Zulia Fútbol Club était un club vénézuélien de football basé à Maracaibo.

## Histoire
Le Zulia Fútbol Club a été fondé en 2005 sur les ruines de l'Atlético Zulia, ancien champion du Venezuela en 1998.
Intégré à la Tercera División (4e division vénézuélienne) à sa création, ce club réussit l'exploit de gagner les championnats de Tercera División, Segunda División B et Segunda División lors de ses trois premières saisons d'existence.
Le club évolue donc maintenant depuis 2008 en Primera División.
En décembre 2022, le club fusionne avec le Deportivo Rayo Zuliano qui prend sa place en première division.

## Palmarès

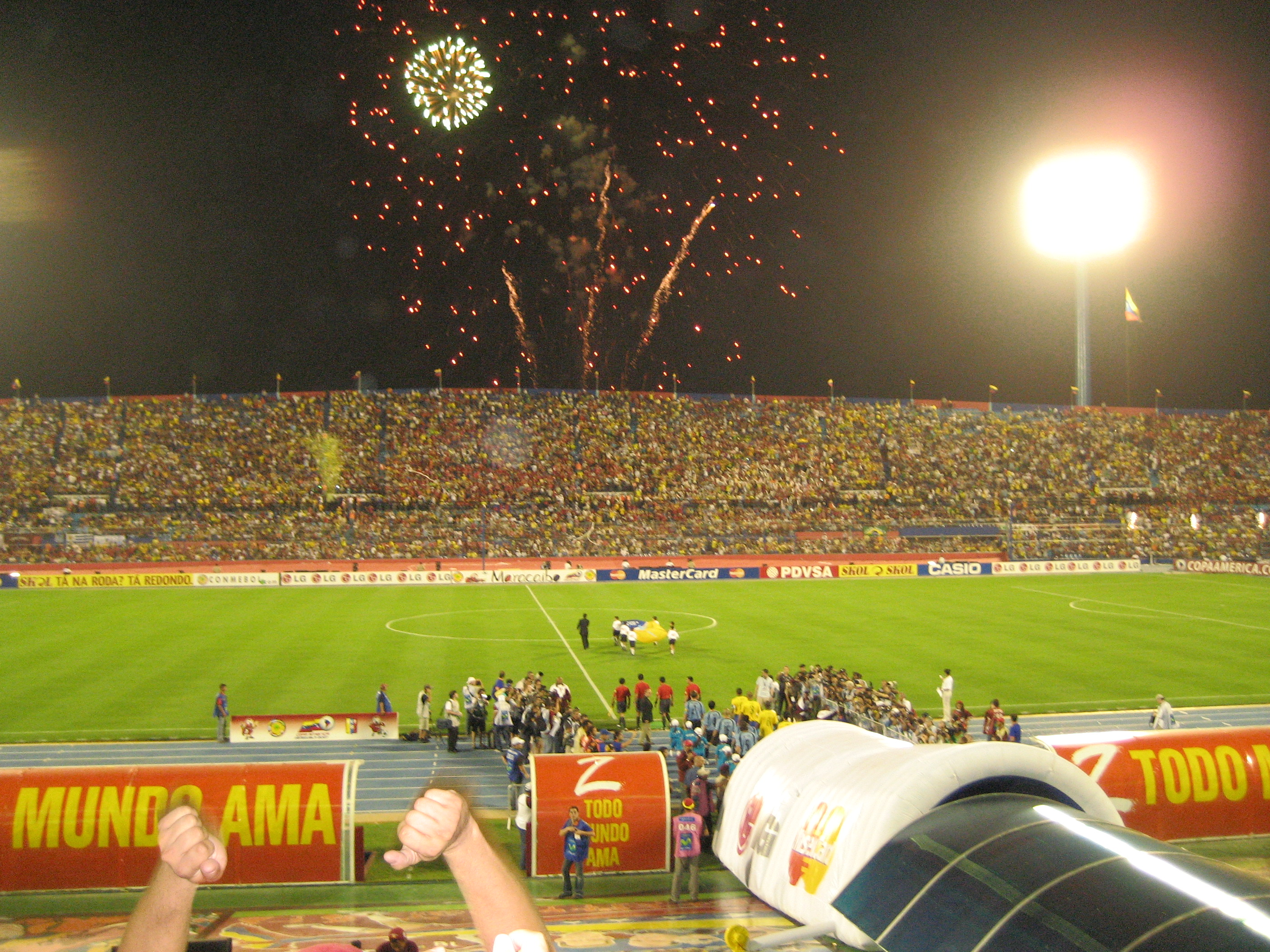
Le stade José Pachencho Romero

- Segunda División
  - Vainqueur : 2007-08

- Segunda División B
  - Vainqueur : 2006-07

- Tercera División
  - Vainqueur : 2005-06

- Coupe du Venezuela
  - vainqueur : 2016 et 2018

## Anciens joueurs
- Yohandry Orozco